# Weißer Engel (Auszeichnung)
Der Weiße Engel ist eine Auszeichnung des Freistaats Bayern im Gesundheits- und Pflegebereich, bestehend aus einer Urkunde und einer Ehrennadel. Sie wird Personen für langjähriges und regelmäßiges ehrenamtliches Engagement verliehen, im Bereich der Gesundheits- und Krankenpflege insbesondere für vorbildhafte häusliche Pflege.
Die Auszeichnung wurde 2011 eingeführt. Sie wird seit 2014 jährlich an höchstens 70 Personen vergeben (zuvor höchstens 50).